# Lola Olufemi
Lola Olufemi, née en 1996, est une écrivaine et activiste féministe noire britannique.

## Biographie
Lola Olufemi grandit dans le quartier Edmonton à Londres. Elle étudie la littérature anglaise au Selwyn College de Cambridge. Elle est responsable de la section femmes au sein du syndicat des étudiants de l'université de Cambridge. Elle poursuit ses études à l'université de Londres et obtient un Master of Arts en études de genre.
En 2016, elle anime le réseau FLY de l'université pour les femmes et les personnes de couleur non binaires. En 2019, elle publie avec Odelia Younge, Waithera Sebatindira, Suhaiymah Manzoor-Khan, A FLY Girl's Guide to University.
En 2020, elle débute un travail de recherches pour un doctorat à l'Université de Westminster. Le sujet de sa thèse porte sur le travail des artistes et critiques noirs et activistes britanniques.
Elle est membre de Bare Minimum, un collectif artistique interdisciplinaire anti-travail . Elle est organisatrice et animatrice d'ateliers à la Bibliothèque féministe de Londres.

## Publications
- A FLY Girl's Guide to University: Being a Woman of Colour at Cambridge and Other Institutions of Power and Elitism (Verve Poetry Press, 2019), edited with Odelia Younge, Waithera Sebatindira, and Suhaiymah Manzoor-Khan[9].
- Feminism, Interrupted: Disrupting Power (Pluto Press, 2020).
- Experiments in Imagining Otherwise (Hajar Press, 2021).